# Monodontomerus laricis
Monodontomerus laricis är en stekelart som beskrevs av Mayr 1874. Monodontomerus laricis ingår i släktet Monodontomerus och familjen gallglanssteklar. Inga underarter finns listade i Catalogue of Life.